# Зрих
Зрих (рос. Зрых) — село Ахтинського району, Дагестану Росії. Входить до складу муніципального утворення Сільрада Село Зрих.
Населення — 1644 (2015).

## Населення
За даними перепису населення 2002 року в селі мешкало 1790 осіб. У тому числі 857 (47,88 %) чоловіків та 933 (52,12 %) жінки.
Переважна більшість мешканців — лезгини (100 % від усіх мешканців). У селі переважає лезгинська мова.